# Serra-de-senferm
La serra de Senferm és un barri d'origen obrer que va sorgir a l'extrem sud de Vic. Es troba a deu minuts del centre de Vic.
El barri de la Serra de Senferm, és tranquil i residencial, sorgit l'any 1960 (aproximadament) a l'extrem sud de Vic. Inicialment era format per gent de pagès. El responsable del naixement del barri va ser mossèn Josep Guiteras, conegut com el capellà de la Calla. Aquest va ser qui va comprar la masia Serra de Senferm i els camps del voltant, amb l'objectiu d'edificar-hi cases per a famílies amb pocs recursos, fent que actualment la visita al barri faci recordar a un poble petit on la gent es coneix i els nens juguen pel carrer i es fan favors uns als altres. Aquest sentiment juntament amb el bon ambient que es respira al barri, és el que fa que aquest sigui únic, ja que això no passa a tots els barris de Vic.
Les festes majors d'aquest barri se celebren el primer cap de setmana de setembre. En aquestes festes, és quan més es respira el bon ambient i quan es pot veure i sentir clarament com és el barri. Fa 5 anys es va celebrar la festa dels 50 anys del barri.

## Història[calcitació]
Inicialment, aquest districte era format per gent de pagès que abandonaven els masos. Sembla que molts provenien de Sant Romà de Sau i de Querós, pobles condemnats a ser inundats per les aigües dels embassaments de Sau i Susqueda respectivament, i per immigrats. El nucli va rebre el nom del mas Serra de Senferm coneguda com la Casa Gran, per als del barri, i a poc a poc es va anar construint amb petites cases i carrers rectilinis que li han donat la imatge característica.
El creador d'aquesta barriada, va ser el mossèn Josep Guiteras, també conegut com el capellà de la Calla. Aquest, va comprar la masia Serra de Senferm i els camps més propers, amb l'objectiu de construir-hi cases per a famílies amb pocs recursos. Per tal de poder resoldre el “problema dels més pobres”. Les primeres cases valien 35.000 pessetes, i les últimes 70.000.
Tot i que els primers veïns que van anar a viure al barri, ho van fer durant la primavera del 1958, aquests no van arribar a tenir llum elèctrica fins a 4 o 5 anys després. Des d'aleshores el districte de la Serra, va experimentar l'expansió més forta.
Quan va néixer, el barri pertanyia a la parròquia de Sant Domènec, però el 1970 va passar a formar part de la de Lurdes, la qual estava acabada de crear.

## Tipus de barri[calcitació]
La majoria dels habitatges del barri de la Serra de Senferm, segueixen el model de ciutat jardí. Aquest model és propi d'urbanitzacions, de segona residencia, en les que es poden veure grans extensions de terreny, les quals estant formades per construccions de cases amb jardí i garatge, i algunes disposen d'horts.
Les cases adossades són l'última versió d'aquest tipus de construcció. Aquest barri es caracteritza per la tranquil·litat i per la amabilitat dels seus habitants, els quals la majoria són d'edat avançada; ja que la majoria de veïns que trobem són els fills dels propietaris, o bé, els mateixos propietaris que van comprar el terreny i/o les cases.
La seva estructura es caracteritza per carrers rectilinis i estrets, fet que moltes vegades provoca la dificultat del pas dels cotxes; cal destacar que els carrers de l'interior del barri no s'han pogut eixamplar perquè aquest fet provocava retirar part de les cases dels veïns que habiten a la Serra de Sanferm.

## Serveis[calcitació]
Quins serveis hi havia abans?
En el començament del barri, es van anar obrint diferents botigues i comerços. Com per exemple, el bar, que es va donar a conèixer perquè els avís anaven a jugar a cartes a la botiga que estava situada sobre d'aquest.
Per anar a comprar productes com la llet, els ous, etc, els que vivien a la part de dalt del barri, anaven a la Casa de pagès de la Tolosa; i els veïns que vivien a la part de baix, anaven a Ca l'Horta.
La primera botiga que es va obrir va ser Ca la Sila.
També, es va anar obrint diverses botigues, una situada a la part de dalt del barri, i l'altre a la part baixa. També, van obrir dues merceries, una d'aquestes també era perfumeria; una de roba, de queviures, forn de pa, una perruqueria i una barberia. 
Quins serveis hi ha actualment?
De bars, actualment hi han dos. De botiga, només en queda una i és de queviures, de productes de neteja i també  forn de pa. Les merceries i la botiga de roba ja no es troben obertes. La perruqueria segueix oberta des de l'any 1966, i és molt apreciada per les persones que habiten la Serra, sobretot les que l'han vist des de sempre.
També hi ha una escola, coneguda amb el nom d'escola Salarich i una guarderia, on la majoria de nens que estan matriculats en aquesta, provenen dels barris dels costats, ja que en aquest, no trobem un nombre elevat de persones joves. 
El barri ofereix diferents serveis als habitants que hi viuen, el principal és el centre cívic, ja que és un local de trobada. A part dels cursos que s'ofereixen des de l'Ajuntament i que es porten a terme als diferents centres cívics, hi ha diverses entitats que l'utilitzen:
- Una colla de cantadors, anomenats cantadors dels dijous. Aquests, utilitzen el centre cívic els dijous al vespre per cantar.
- També hi ha un grup de teatre, la Palangana, que utilitzen la sala de dalt del centre cívic, on hi ha un escenari, i preparen obres de teatre i a vegades les representen en el mateix barri.[cal citació]
- Els dissabtes a la tarda s'hi pot trobar el Mijac.[1] És un esplai que té un gran nombre de nens i joves, alguns del barri i d'altres de fora.
- Cada dia de les 16.00 a les 19.00 hores, hi van la gent gran a passar la tarda, juguen a parxís, a cartes, veuen la televisió... Tenen un espai, amb taules, televisió, cafetera... on es fan companyia mútuament.

Des de l'ajuntament, també s'ofereix l'activitat de gimnàstica (dilluns i dimecres de 9.30 a 11.30) hi ha dos grups de 20 persones cada un, i des de fa molts anys aquests, realitzen gimnàstica a la sala de dalt del centre.
A part, les dones grans del barri també fan un taller de treballs manuals, (dimecres i divendres de les 3 a les 6).
El centre cívic, a part, disposa d'un ateneu on hi ha ordinadors que tenen connexió a Internet, són totalment gratuïts i els pot utilitzar tothom. També hi ha una biblioteca, amb llibres que es poden llogar.
A part de tots aquests serveis, n'hi ha d'altres com ara: grup de persones que venen a fer speaking... alguns matins també venen les persones de l'escola de Sant Tomàs a fer un curs de cuina i un d'auxiliar de magatzem.
L'últim dijous de cada mes, al centre cívic hi ha disponible una podòloga que atén a la gent del barri a un preu econòmic.
I per acabar, cada any pel festival de Cantonigròs s'allotgen una vintena de nens o nenes a la sala gran del primer pis (les sales del centre cívic es poden llogar).

### Mobilitat
El barri la Serra de Senferm, està situat a pocs minuts del centre de Vic anant en cotxe. Tot i estar relativament a prop del centre, aquesta barriada disposa d'una xarxa d'autobusos, la qual facilita una bona comunicació entre el barri i la resta de ciutat.

## Qui/ Com s'hi viu?
En els seus inicis aquest, era un barri format per gent de pagès que havien abandonat els masos. La història del barri és coneguda per tots els veïns. Els joves que hi van arribar en aquell moment, avui en dia, com també la majoria dels fills dels primers propietaris dels habitatges, encara viuen a la Serra. Nom que els veïns i les veïnes utilitzen per anomenar la Serra de Senferm.
Actualment l'edat dels habitants del barri és variada, però tot i així, s'hi pot trobar més gent gran, que no pas jove. Hi ha una associació de veïns, la qual està formada per joves; l'edat d'aquests no és superior a la de 35 anys.
La gran majoria de la gent és de nacionalitat espanyola, hi ha molt poca gent immigrant.
La tipologia del barri fa que sigui un barri molt tranquil, en el que tots els individus que en formen part, es coneguin entre ells i tinguin bones relacions. També és un barri residencial i recorda a un poble. Les festes majors que se celebren el primer cap de setmana de setembre, destaquen per la bona relació entre la gent del barri. Sempre hi havia hagut el barri de dalt i el barri de baix. Però aquest fet no ha suposat mai cap problema. Al barri, els veïns i veïnes s'ajuden i es respecten entre ells, se senten sempre acompanyats.

### Altres notícies sobre el barri
- http://www.el9nou.cat/noticia.php?ed=o&sec=99999&notcod=9235&mostra_video=&tam_txt=2&nom_cerca=
- http://el9tv.xiptv.cat/noticies/capitol/vic-no-descarta-acabar-enderrocant-els-pisos-a-mig-fer-de-l-acm-a-la-serra-de-sanferm Arxivat 2015-09-28 a Wayback Machine.